# CP-94,253
CP-94,253 je lek koji deluje kao potentan i selektivan agonist serotoninskog 5-HT1B receptora, sa približno 25x i 40x selektivnošću u odnosu na blisko srodne  i  receptore. On pokazuje opseg biheviouralnih efekata u životinjskim studijama, uključujući promovisanje budnosti putem povećanja dopaminskog otpuštanja u mozgu, redukovanje unosa hrane i povećanja sitosti, pojačanja dejstva kokaina, kao i moguće antidepresivno dejstvo.